# Janusz Ankudowicz
Janusz Ankudowicz (ur. 10 lipca 1934 we wsi Charki woj. wileńskie, zm. 1 lutego 1997 w Warszawie) – polski bibliolog i bibliotekarz. Badania naukowe poświęcił książce (literackiej i popularnonaukowej), jej kulturotwórczym funkcjom społecznym oraz użytkowaniu w różnych środowiskach społecznych.

## Życiorys

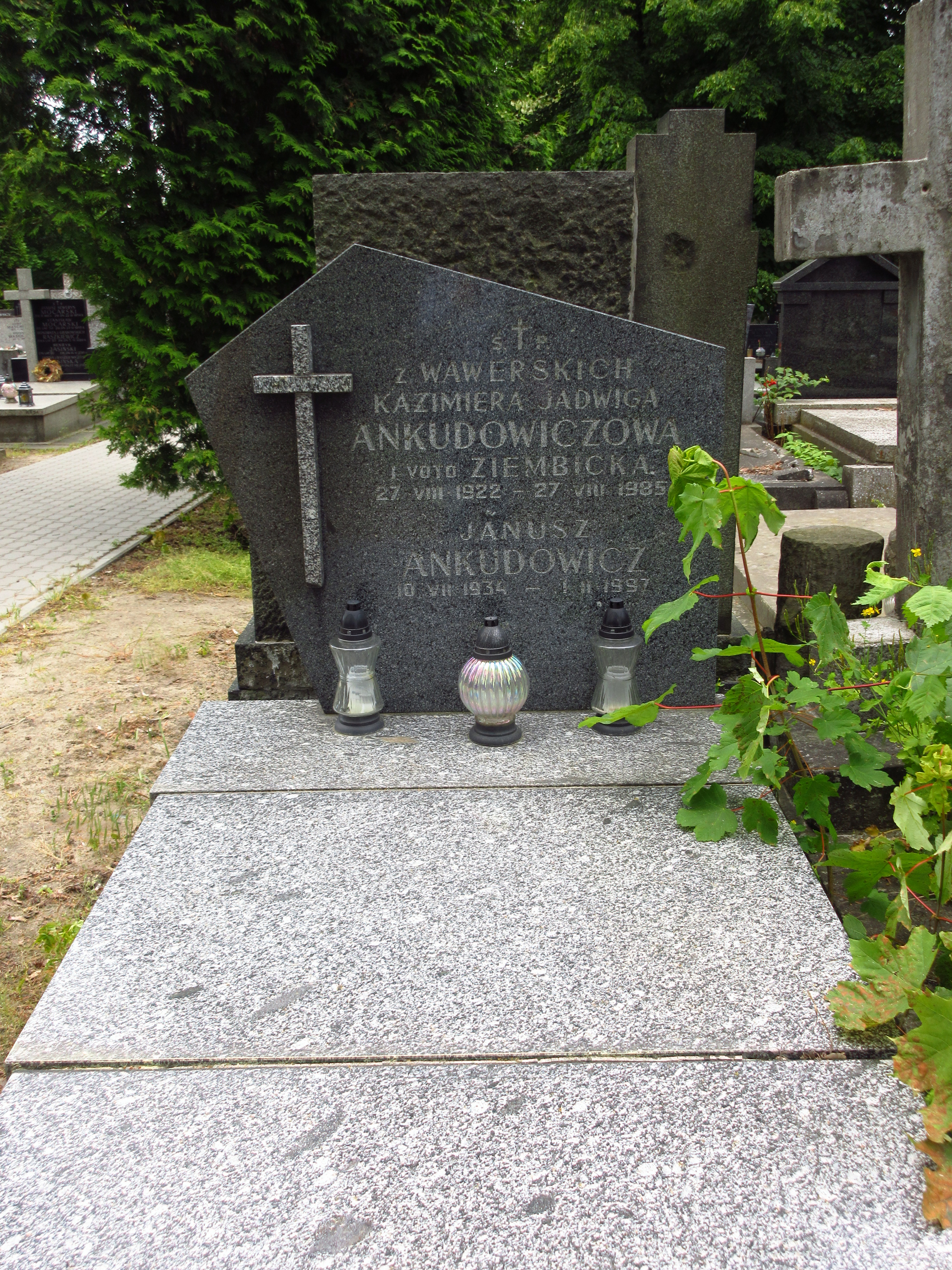
Grób Janusza Ankudowicza na cmentarzu Bródnowskim

Syn Zenona i Heleny z d. Dłuźniak. W latach 1948–1951 był uczniem liceum ogólnokształcącego w Bielsku-Białej, a następnie studentem Wydziału Polonistyki Uniwersytetu Warszawskiego. Pracę magisterską Problematyka literacka „Przeglądu Tygodniowego” w roku 1870 napisał pod kierunkiem Janiny Kulczyckiej-Saloni.
W 1955 roku podjął pracę w Bibliotece Narodowej w nowo utworzonym Instytucie Książki i Czytelnictwa, gdzie w roku 1975 objął kierownictwo Sekcji Społecznej Recepcji Książki, a w roku 1976 – Zakładu Badań Czytelnictwa. Funkcję tę sprawował do końca życia.
W 1968 roku doktoryzował się w Katedrze Bibliotekoznawstwa Uniwersytetu Wrocławskiego na podstawie dysertacji Czytelnictwo na tle życia kulturalnego i struktury społecznej mieszkańców małych miast (Warszawa 1967). Rozprawa Książka w kulturze uprzemysławianego ośrodka lokalnego (Warszawa 1977) stanowiła podstawę przewodu habilitacyjnego w zakresie bibliotekoznawstwa, obronionego 25 maja 1976 roku na Wydziale Filologicznym Uniwersytetu Wrocławskiego. W roku 1977 został powołany na stanowisko docenta w Bibliotece Narodowej.
W 1991 roku podjął pracę w Zakładzie Nauk Pomocniczych Historii, Bibliotekoznawstwa i Informacji Naukowej Uniwersytetu Marii Curie-Skłodowskiej w Lublinie, gdzie uzyskał nominację na profesora tej uczelni.
Był współzałożycielem Polskiego Towarzystwa Czytelniczego (1992).
Pozazawodowo był zaangażowany w działalność harcerską. W 1957 roku w VI Liceum Ogólnokształcącym im. Tadeusza Reytana w Warszawie wspólnie z Andrzejem Janowskim objął 1 Warszawską Drużynę Harcerską im. Romualda Traugutta, tzw. „Czarną Jedynkę”; pełnił w niej funkcję drużynowego, posługując się przydomkiem „Fernando”. Pod zbiorowym pseudonimem Jan Wit (Janusz Ankudowicz, Witold Adamiec) był współautorem przekładu książki Aleksandra Zinowjewa Apologia praktycznego nierozumu, opublikowanej w wydawnictwie podziemnym w 1986 roku.
W latach 90. XX w. współpracował z Archiwum Wschodnim, m.in. opracowując wspomnienia Polaków deportowanych do Kazachstanu. Pokłosiem tych prac była książka Tryptyk kazachstański (Warszawa, Toruń 1992).
Pochowany został na cmentarzu Bródnowskim w Warszawie (kwatera 71 D-1-32).

## Wybór prac
- Zainteresowania czytelnicze w małych miastach na przykładzie Dobczyc / Ankudowicz Janusz, Kazimiera Ziembicka; Biblioteka Narodowa. Instytut Książki i Czytelnictwa. Warszawa: Biblioteka Narodowa, 1959.
- Zakup i wykorzystanie książek w sieci bibliotek powszechnych w latach 1957–1960 / Stanisław Siekierski, Janusz Ankudowicz; Biblioteka Narodowa. Instytut Książki i Czytelnictwa. Warszawa: Biblioteka Narodowa, 1962.
- Uzupełnianie i wykorzystanie zbiorów w bibliotekach publicznych i związków zawodowych w latach 1960–1963 / Stanisław Siekierski, Janusz Ankudowicz; Biblioteka Narodowa. Instytut Książki i Czytelnictwa. Warszawa: Biblioteka Narodowa, 1965.
- Badania czytelnicze w Polsce: wybór literatury za lata 1945–1965 = Issledovaniâ čteniâ v Pol'skoj Narodnoj Respublike: spisok izbrannyh rabot 1945–1965 = Leseforschungen in der Volksrepublik Polen in J. 1945–1965 Literaturauswahl / [adnotacje oprac. Janusz Ankudowicz i Grażyna Kasprowicz]; Biblioteka Narodowa. Instytut Książki i Czytelnictwa. Warszawa: [s.n.], 1966.
- Czytelnictwo na tle życia kulturalnego i struktury społecznej mieszkańców małych miast / Janusz Ankudowicz; Biblioteka Narodowa. Instytut Książki i Czytelnictwa. Warszawa: BN, 1967.
- Nowości w bibliotekach publicznych / Stanisław Siekierski, Janusz Ankudowicz; Biblioteka Narodowa. Instytut Książki i Czytelnictwa. Warszawa: Biblioteka Narodowa, 1970.
- Przemiany czytelnicze w środowisku przemysłowym (w Lublinie): Międzynarodowa Leninowska Konferencja Czytelnicza, 11–14 czerwca w Warszawie, 1970 / Janusz Ankudowicz, Kazimiera Ziembicka-Ankudowicz. Warszawa: [s.n.], 1970.
- Preobrazovaniâ v oblasti knigopotrebleniâ v promyšlennoj srede (v Lûbline) / J. Ankudowicz, K. Ankudowicz. [Warszawa: s.n., ca 1970].
- Uzupełnianie i wykorzystanie zbiorów bibliotek publicznych w latach 1968–1972 / Stanisław Siekierski, Witold Adamiec, Janusz Ankudowicz; Biblioteka Narodowa. Instytut Książki i Czytelnictwa. Warszawa: Biblioteka Narodowa, 1974.
- The book in the process of the popularization of science / Janusz Ankudowicz. Budapest: Centre for Library Science and Methodology at the National Széchényi Library, 1974.
- Książka w kulturze uprzemysławianego ośrodka lokalnego / Janusz Ankudowicz; Biblioteka Narodowa. Instytut Książki i Czytelnictwa. Warszawa: Biblioteka Narodowa, 1977.
- Teoretyczne i metodologiczne problemy empirycznych badań czytelnictwa: (zarys problematyki) / Janusz Ankudowicz. Olsztyn: Wyższa Szkoła Pedagogiczna, 1977.
- Czytelnictwo powszechne: problemy, stan, uwarunkowania. VIII Zjazd Bibliotekarzy Polskich „Biblioteki dla wszystkich” / Janusz Ankudowicz. Poznań: Stowarzyszenie Bibliotekarzy Polskich, 1980.
- Książka i biblioteka w społeczeństwie. Międzynarodowe seminarium, Warszawa-Radziejowice, 15–21 czerwca 1980: materiały / Biblioteka Narodowa. Instytut Książki i Czytelnictwa. Sekcja Teorii i Badań Bibliotekoznawczych IFLA. [Warszawa: BN, 1980].
- Programy rozwoju komórek organizacyjnych BN: (projekty) / [materiały i propozycje przygotowali: J. Ankudowicz et al.; oprac. zespół red.: J. Ankudowicz et al.; wstęp Stanisław Czajka]. Warszawa: Biblioteka Narodowa, 1981.
- Stan i perspektywy bibliotekarstwa polskiego do roku 2000 / [oprac. Jadwiga Kołodziejska; na podst. materiałów przygot. przez Janusza Ankudowicza et al.]; Państwowa Rada Biblioteczna przy Ministrze Kultury i Sztuki, Biblioteka Narodowa. Warszawa: Biblioteka Narodowa, 1987.
- Tryptyk kazachstański: wspomnienia z zesłania – Marian Papiński, rodzina Małachowskich, Lesława Domańska / wybór i oprac. Wiktoria Śliwowska, Małgorzata Giżejewska, Janusz Ankudowicz; Archiwum Wschodnie, Instytut Studiów Politycznych PAN. Warszawa: ISP PAN; Toruń: Adam Marszałek, 1992.